# Ostromice
Ostromice (do 1945 niem. Wustermitz) – wieś w północno-zachodniej Polsce, w województwie zachodniopomorskim, w powiecie kamieńskim, w gminie Wolin. Wieś ma formę ulicówki. W centrum wsi (działka nr 45) rośnie topola czarna o obwodzie 550 cm, która została uznana za pomnik przyrody. W miejscowości znajduje się zabytek: ruina wiatraka holenderskiego, wybudowanego w XIX wieku. Po wiatraku została tylko ceglana skorupa, brak dachu i jakiegokolwiek wyposażenia.
Według danych z 1 stycznia 2011 roku wieś liczyła 444 mieszkańców.

## Położenie
Wieś leży przy dawnej drodze krajowej nr 3, pomiędzy Szczecinem a Świnoujściem, około 12 km od Wolina.

## Historia
Pierwsze ślady osadnictwa na terenie dzisiejszej wsi znaleziono z okresu neolitu. Odkryto tutaj skarb złożony z naszyjników i siekierki z brązu. Po raz pierwszy została wzmiankowana w 1380 roku jako Wostermutze. Ostromice, tak jak wiele osad w tym rejonie od co najmniej od 2 połowy XIV weku do wieku XIX należała do rodziny von Flemming. W 1513 roku jako właściciel został wymieniony Kurt von Flemming. Już wtedy wieś była podzielona na cztery działy własnościowe. W 1784 roku cztery majątki należały do: majątek A był własnością generała Heirnicha Ludwiga von Flemming z Mierzęcina, majątek B należał do dzieci zmarłego majora Friedricha Wilhelma von Flemming z Mierzęcina, majątek C był własnością Carla Friedricha von Flemming, a majątek D należał do porucznika Johanna Ernsta von Plӧtz. W latach 1882–1884 dobra rodu von Flemming zostały podzielone. Część pozostała przy rodzinie von Flemming, a część przydzielono chłopom na prawach dziedzicznych. W 1928 roku majątek należał do niejakiego R. Kressina i liczył 197 ha gruntów.
W czasie II wojny światowej Niemcy utworzyli we wsi podobóz pracy przymusowej obozu jenieckiego Stalag II D.
W latach 1946–1998 miejscowość administracyjnie należała do województwa szczecińskiego.
W pobliżu wsi 17 sierpnia 1998 w tragicznym wypadku samochodowym zginęli znani polscy sportowcy – Tadeusz Ślusarski, Władysław Komar oraz Jarosław Marzec. Tę tragedię upamiętnia pamiątkowy kamień stojący przy drodze krajowej nr 3.

## Edukacja
Do roku 2008 we wsi działała szkoła podstawowa. Zgodnie z obwodami publicznych szkół podstawowych dzieci ze wsi uczęszczać powinny do podstawówki w Troszynie, jednak w ramach porozumienia gmin Wolin i Przybiernów dzieci uczą się w szkole podstawowej w Przybiernowie.